# Distrito Escolar Unificado de Bellflower
El Distrito Escolar Unificado de Bellflower (Bellflower Unified School District) es un distrito escolar de California. Tiene su sede en Bellflower. El consejo de educación tiene cinco miembros. El distrito gestiona escuelas en Bellflower, Cerritos, y Lakewood. Tiene 10 escuelas primarias y tres escuelas secundarias.